# Catedral de Nuestra Señora de Fátima (El Cairo)
La Catedral Basílica de Nuestra Señora de Fátima  o simplemente Catedral Católica Caldea de El Cairo es el nombre que recibe un edificio religioso que está afiliado a la Iglesia católica y se encuentra ubicado en la ciudad de El Cairo, la capital del país africano de Egipto.
Se trata de un templo que sigue el rito caldeo o siro oriental en plena comunión con el papa en Roma. Funciona como la iglesia principal de la diócesis o eparquía caldea de El Cairo (Eparchia Cahirensis Chaldaeorum) que fue elevada a su actual estatus en 1980 por el papa Juan Pablo II.
Actualmente sede vacante desde 1993 es también una basílica católica por decisión de la Santa Sede.